# دونالد ساذرلاند
دونالد ساذرلاند (بالإنجليزية: Donald Sutherland)‏ (17 يوليو 1935- 20 يونيو 2024) ممثل كندي ووالد الممثل كيفر سثرلاند، شارك بالتمثيل بالعديد من الأفلام منها أبطال كيلي ومباريات الجوع.

## مواقع خارجية
- دونالد ساذرلاند على موقع أوليمبيديا (الإنجليزية)
- دونالد ساذرلاند على موقع IMDb (الإنجليزية)
- دونالد ساذرلاند على موقع الموسوعة البريطانية (الإنجليزية)
- دونالد ساذرلاند على موقع روتن توميتوز (الإنجليزية)
- دونالد ساذرلاند على موقع مونزينجر (الألمانية)
- دونالد ساذرلاند على موقع قاعدة بيانات الأفلام العربية
- دونالد ساذرلاند على موقع ألو سيني (الفرنسية)
- دونالد ساذرلاند على موقع ميوزك برينز (الإنجليزية)
- دونالد ساذرلاند على موقع تيرنر كلاسيك موفيز (الإنجليزية)
- دونالد ساذرلاند على موقع أول موفي (الإنجليزية)
- دونالد ساذرلاند على موقع قاعدة بيانات برودواي على الإنترنت (الإنجليزية)